# Северо-Восточная котловина
Се́веро-Восто́чная котлови́на — обширная подводная котловина в северо-восточной части Тихого океана, площадью около 32,5 млн. км². На севере граничит с Алеутским жёлобом, на юго-востоке — с поднятием Альбатрос и Восточно-Тихоокеанским поднятием, на юго-западе — с валом Туамоту, на западе — с горной грядой Лайн, Гавайским и Императорским подводными хребтами.
Преобладающие глубины — 5000—5500 м, максимальная достигает 7168 м. Большая часть котловины занята холмистой абиссальной равниной и горными хребтами и впадинами; последние связаны  в основном с широтными океаническими разломами, рассекающими дно котловины. Над северной частью котловины, занятой плоской абиссальной равниной, поднялись многочисленные подводные и надводные горы, образующие такие острова, как Ревилья-Хихедо, Клиппертон, Маркизские острова.
Наиболее распространённый тип осадков — глубоководная красная глина, в северной части — также терригенные и органогенные диатомовые илы, в южной — органогенные фораминиферовые и радиоляриевые илы.